# Cykelvasan 2016
Cykelvasan 2016 var den åttonde upplagan av cykelvasan. Loppet kördes den 13 augusti.

## Resultat
De tre bäst placerade cyklisterna i herr- och damklassen ses nedan.

### Herrar
| Placering | Cyklist              | Klubb                      | Tid     |
| --------- | -------------------- | -------------------------- | ------- |
| 1         | Lucas Eriksson       | Serneke Allebike CK        | 2.40.04 |
| 2         | Matthias Wengelin    | Almby IK / Team Bergslagen |         |
| 3         | Alexander Wetterhall | Team Tre Berg - Bianchi    |         |

### Damer
| Placering | Cyklist          | Klubb       | Tid     |
| --------- | ---------------- | ----------- | ------- |
| 1         | Jennie Stenerhag | Falu CK     | 3.07.49 |
| 2         | Ida Jansson      | Falu CK     |         |
| 3         | Felicia Ferner   | Borlänge CK |         |

### Webbkällor
1. ↑  Cykelvasan 90, Läst 27 augusti 2016
2. ↑  Stenerhag historisk vinnare av Cykelvasan, www.svt.se, Läst 27 augusti 2016